# RShare
RShare — анонимная P2P-файлообменная сеть, устойчивая к анализу трафика благодаря использованию шифрования с избыточным кодированием.

## Особенности
- Поиск файлов по расширению.
- Возобновление прерванных загрузок.

## Недостатки
- Отсутствие технической документации о сетевом протоколе.
- Анонимность сети не подтверждена.
- Исходный код открыт не для всех.
- Для работы требуется .NET Framework.

## Клиенты
- StealthNet — улучшенная версия клиента RShare.